# Вулиця Семена Палія (Київ)
Ву́лиця Семена Палія — вулиця в Голосіївському районі міста Києва, місцевість Ширма. Пролягає від Широкої вулиці до вулиці Катерини Грушевської. 
Прилучаються вулиці Альпійська (двічі), Гориста, провулки Івана Фірцака та Семена Палія. Між Гористою й Альпійською (другим прилученням) вулицями наявна перерва у проляганні вулиці.

## Історія
Вулиця виникла в середині XX століття під назвою 764-та Нова. З 1953 року мала назву Тихорєцька, на честь російського міста Тихорєцьк.
Сучасна назва — з серпня 2022 року, на честь українського державного та військового діяча Семена Палія.